# Hnutí autonomie Slezska

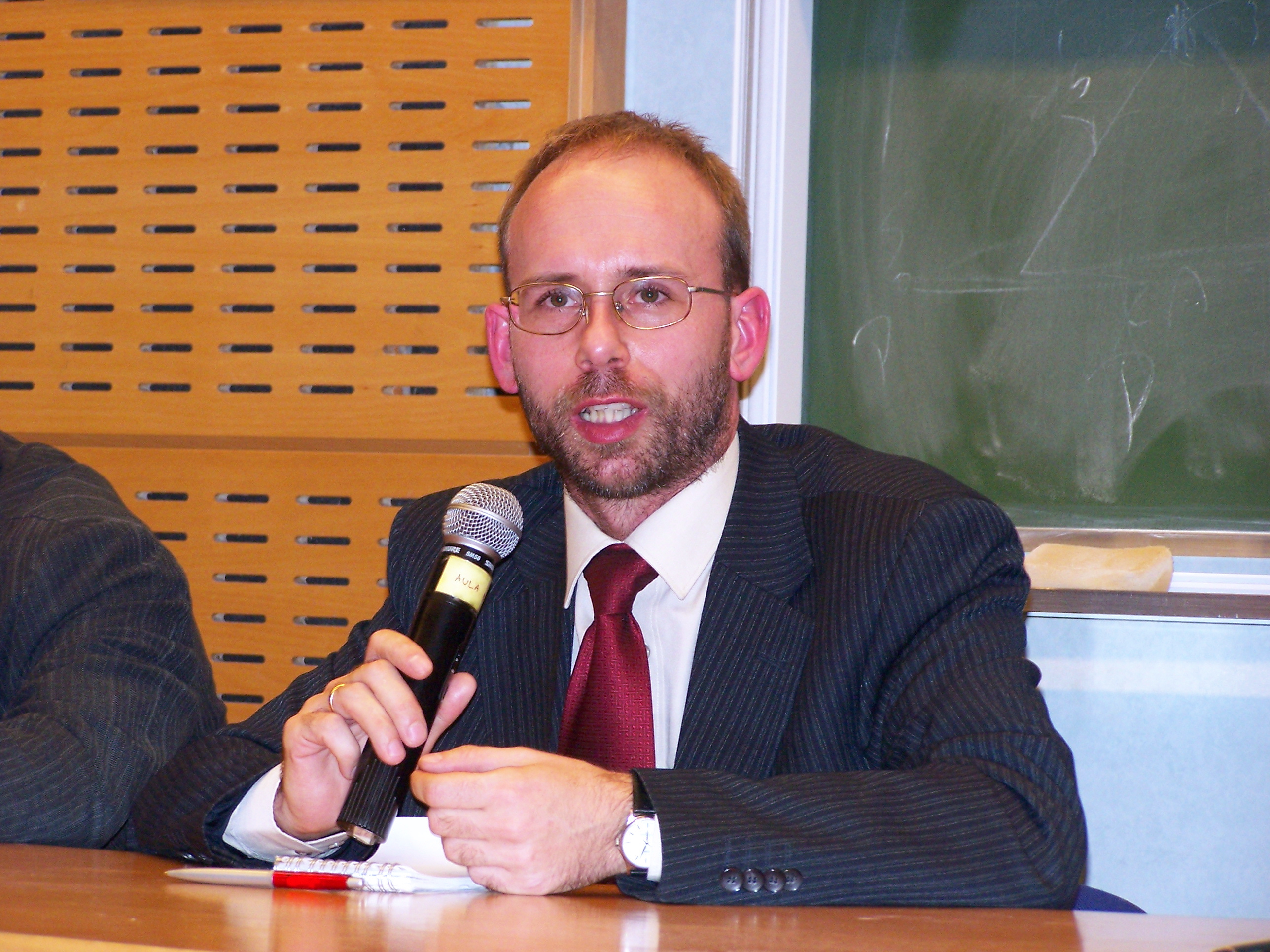
Jerzy Gorzelik, předseda Hnutí autonomie Slezska

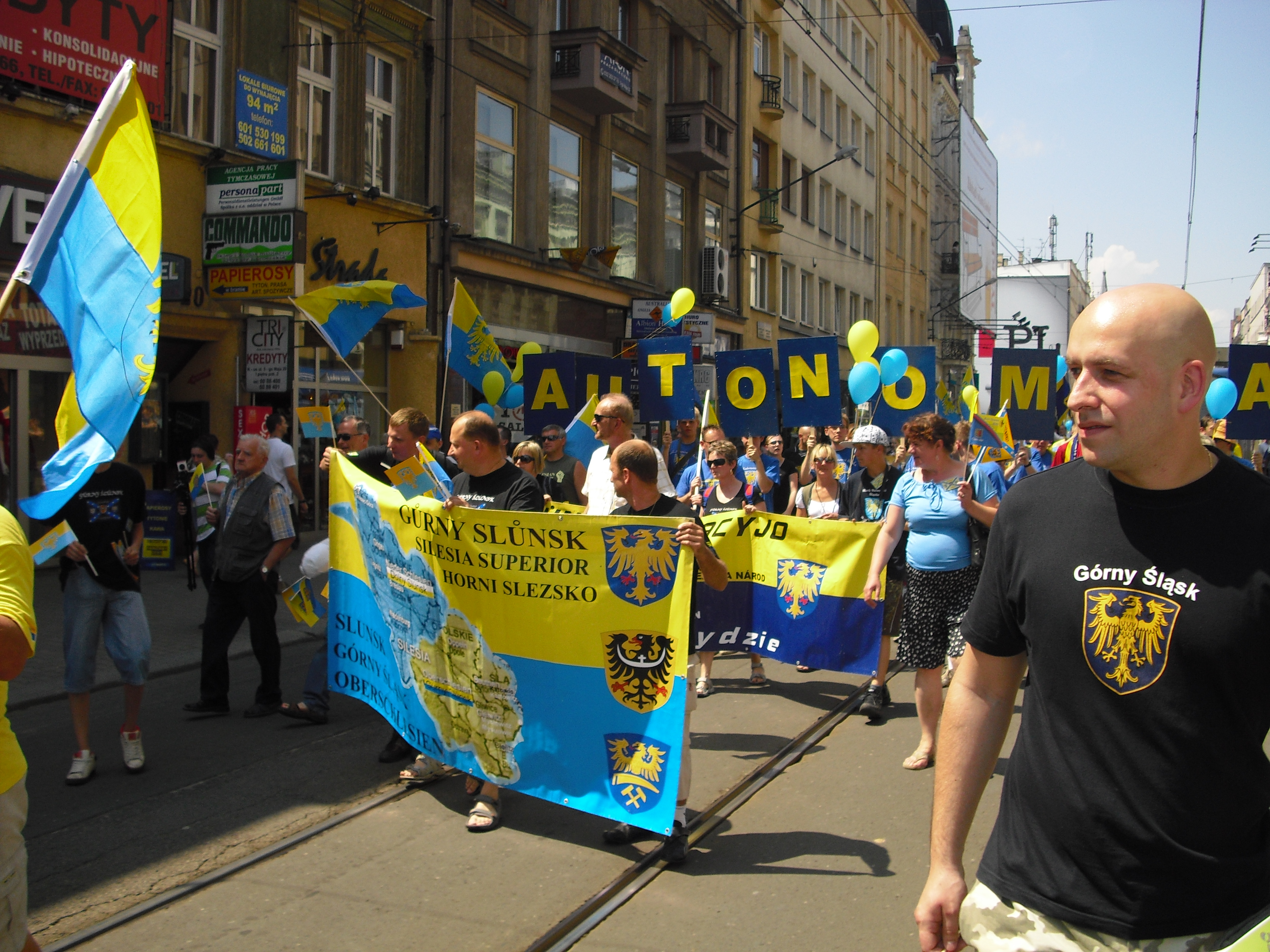
Transparent na 3. pochodu hornoslezských autonomistů v Katovicích, ukazující Horní Slezsko včetně jeho české části - zdroj napětí s moravisty, považujícími České Slezsko za součást Moravy

Hnutí autonomie Slezska, Hnutí za autonomii Slezska nebo Hnutí za slezskou autonomii (slezsky Ruch Autōnōmije Ślōnska, polsky Ruch Autonomii Śląska, ve zkratce RAŚ) je spolek požadující autonomii Slezska v rámci Polska. Působí v polské části Horního Slezska. Bylo založeno v roce 1991. Předsedou hnutí je Jerzy Gorzelik. Hnutí je členem Evropské svobodné aliance. V polských obecních volbách v roce 2006 nezískalo hnutí ani jediný mandát v sejmiku Slezského vojvodství. Je však zastoupeno v obecních radách několika obcí, včetně města Katovice.
Antagonistou Hnutí autonomie Slezska je spolek Ruch Obywatelski „Polski Śląsk“ (Občanské hnutí „Polské Slezsko“), který má za cíl upevnění a rozvíjení polskosti Slezska a Slezanů.

## Volby
Ve volbách do vojvodství z listopadu roku 2010 získal RAŚ tři křesla v sejmíku Slezského vojvodství. Ve volbách do vojvodství v roce 2014 hnutí získalo čtyři křesla v sejmiku Slezského vojvodství.